# Formel-1-Weltmeisterschaft 2017
Die Formel-1-Weltmeisterschaft 2017 war die 68. Saison der Formel-1-Weltmeisterschaft. Sie begann am 26. März im australischen Melbourne und endete am 26. November auf der Yas-Insel vor Abu Dhabi. Lewis Hamilton wurde zum vierten Mal Fahrerweltmeister. Die Konstrukteurs-Weltmeisterschaft gewann zum vierten Mal in Folge Mercedes.

## Änderungen 2017

### Rennstrecken
Der Große Preis von Deutschland entfiel, wie bereits 2015. Das Rennen auf dem Baku City Circuit wurde 2017 nicht mehr als Großer Preis von Europa, sondern als Großer Preis von Aserbaidschan ausgetragen.

### Technisches Reglement
Nachdem Fahrer, Funktionäre und Zuschauer die Formel-1-Fahrzeuge der letzten Jahre als „unspektakulär“ kritisiert hatten, entschied die Strategiegruppe 2015, diesem Eindruck entgegenzuwirken, der auch durch die neu eingeführten V6-Hybridantriebe und deren geringere Lautstärke im Vergleich zu früheren Motoren entstanden war. Als Ziel wurde bekanntgegeben, dass die Fahrzeuge ab 2017 fünf bis sechs Sekunden pro Runde schneller werden sollten. Dies sollte durch breitere Reifen, ein geringeres Fahrzeuggewicht und neue Vorgaben für die Aerodynamik der Fahrzeuge ermöglicht werden. Auch einige Änderungen am Motorenreglement, die eine Leistungssteigerung auf mehr als 735 kW (1000 PS) hätten bedeuten können, wurde diskutiert. Ferrari schlug sogar eine Umstellung auf V8-Biturbo-Motoren vor, die jedoch abgelehnt wurde. Aus Kostengründen entschied man sich dazu, die 2014 eingeführten Motorenregeln beizubehalten. Allerdings äußerten mehrere Verantwortliche auch Sicherheitsbedenken gegenüber den deutlich schnelleren Fahrzeugen.
Nach langen Diskussionen einigte man sich darauf, die Gesamtbreite der Wagen auf 2.000 mm zu erhöhen, zwischen Vorder- und Hinterachse durften die Fahrzeuge nun maximal 1.600 mm breit sein. Das Mindestgewicht sollte sich entgegen den ersten Planungen auf 722 kg erhöhen. Wegen der größeren und damit schwereren Räder erhöhte sich das Mindestgewicht um weitere sechs Kilogramm auf nun 728 kg. Auch Front- und Heckflügel sowie der Diffusor wurden im Vergleich zur Vorsaison deutlich größer. Außerdem wurde die erlaubte Benzinmenge im Rennen von 100 auf 105 kg erhöht. Von mehreren Seiten wurden die neuen Regeln kritisiert, es wurde befürchtet, dass durch den höheren Abtrieb der Rennwagen und die höheren Kurvengeschwindigkeiten das Überholen deutlich schwieriger werde. Dies bestätigte sich beim ersten Saisonrennen in Australien, wo es nur fünf Überholmanöver im gesamten Rennen gab.
Die FIA reagierte beim Großen Preis von Spanien und nahm erstmals seit mehreren Jahren eine Anpassung der DRS-Zone vor. Der Aktivierungspunkt der DRS-Zone auf der Start-Ziel-Geraden des Circuit de Barcelona-Catalunya wurde um 100 Meter nach vorne verlagert und die DRS-Zone somit vergrößert.
Bereits 2014 wurde über eine Einführung von Rädern mit größerem Durchmesser und Niederquerschnittsreifen für die Saison 2017 diskutiert und auch erste Testfahrten mit 18-Zoll-Rädern wurden unternommen. Die Verantwortlichen entschieden sich jedoch dazu, weiterhin 13-Zoll-Räder zu verwenden. Stattdessen wurde die Reifenbreite verändert: Die Breite der Vorderreifen erhöhte sich von 245 auf 305 mm, die der Hinterräder von 325 auf 405 mm. Da die Räder durch die größere Reifenbreite deutlich schwerer wurden, mussten die Kevlarseile, die verhinderten, dass ein Rad nach einem Aufhängungsbruch vom Fahrzeug abgerissen wurde, statt sechs Kilojoule acht Kilojoule Energie absorbieren können.
Da die Teams die Bestellungen der verschiedenen Reifenmischungen für die ersten fünf Rennen bereits vor den ersten Testfahrten der Saison abgeben mussten, gab Pirelli die Anzahl der Mischungen vor: Jeder Fahrer erhielt zwei Sätze der härtesten, vier Sätze der mittleren und sieben Sätze der weichsten Reifenmischung für das jeweilige Rennwochenende.
Die hohen Kosten der Hybridantriebe sorgten dafür, dass seitens der FIA eine Ausschreibung für einen Alternativmotor eines unabhängigen Herstellers gestartet wurde. Es sollte ein V6-Biturbo-Motor mit 2,2 Liter Hubraum sein, der über kein Hybridsystem verfügen und sämtlichen Teams kostengünstig zur Verfügung gestellt werden sollte. Außerdem hatten Red Bull Racing und die Scuderia Toro Rosso im Vorfeld der Formel-1-Weltmeisterschaft 2016 lange Zeit keinen Vertrag mit einem der Motorenlieferanten und drohten mit einem Ausstieg aus der Formel-1-Weltmeisterschaft. Nachdem sich AER, Ilmor, Mecachrome und ein weiteres, nicht genanntes Unternehmen für die Entwicklung des Alternativmotors beworben hatten, wurde die Idee fallengelassen. Stattdessen senkten die vier Motorenhersteller die Kosten für die Antriebe für die Saison 2017 um eine Million Euro und verpflichteten sich, sämtliche Teams mit Motoren zu beliefern. Außerdem wurde das Token-System abgeschafft, die Weiterentwicklung der Motoren war somit wieder komplett freigegeben.
Auch eine Wiedereinführung von Tankstopps während des Rennens wurde diskutiert. Dies wurde jedoch abgelehnt.

### Sportliches Reglement
Sollte der Rennstart hinter dem Safety Car erfolgen, so gab es am Ende der Safety-Car-Phase nun einen stehenden Start.
Bei einer Rennunterbrechung sollte nicht mehr an den Fahrzeugen gearbeitet sowie die Reifen gewechselt werden dürfen. Diese angekündigte Änderung wurde jedoch nicht im Reglement umgesetzt.
Wenn bei einem Fahrzeug an einem Rennwochenende mehrere gleiche Elemente der Antriebseinheit getauscht wurden, deren Wechsel eine Strafe nach sich zog, so galt nur noch das letzte gewechselte Teil als straffrei nutzbar. Es war also nicht mehr möglich, ein Teil am selben Rennwochenende mehrfach „auf Vorrat“ zu tauschen und dabei nur einmal eine Strafe zu erhalten, um diese Teile bei den folgenden Rennen straffrei einsetzen zu können.
Ein Fahrer musste weiterhin in der gesamten Saison ein grundlegend gleiches Helmdesign benutzen. Allerdings durfte jeder Fahrer bei einem Rennen seiner Wahl einen Helm in Speziallackierung verwenden. Sollte ein Fahrer während der Saison das Team wechseln, so durfte er das Helmdesign ebenfalls verändern.
Darüber hinaus wurden die Anhänge 6 und 8 des Sportlichen Reglements geändert. Hier gab es Klarstellungen bei den sogenannten „gelisteten Teilen“, die ein Team von einem anderen Team zukaufen durfte, außerdem wurden klarere Regeln bezüglich der Windkanaltests und des Personaltransfers zwischen den Teams aufgestellt.
Falls es den Rennkommissaren nicht klar sein sollte, ob ein Fahrer alleine oder zu großen Teilen für einen Zwischenfall verantwortlich ist, so wurde nun grundsätzlich keine Strafe mehr verhängt. In der Vergangenheit wurde nach dem Rennen eine Untersuchung gestartet, bei der die beteiligten Fahrer von den Rennkommissaren befragt wurden.
Nach den ersten drei Rennen der Saison wurde festgelegt, dass Artikel 9.2 und 9.3 des sportlichen Reglements, die sich auf die Startnummer sowie auf das Platzieren des Fahrernamens und von Namen oder Marke des Fahrzeugs bezogen, ab dem Großen Preis von Spanien restriktiver umgesetzt wurden. Die Startnummer musste nun mit mindestens 230 mm großen Zahlen dargestellt werden. Der Fahrername durfte auch mit dem dreistelligen Kürzel der TV-Übertragungen abgekürzt werden und musste aus mindestens 150 mm großen Buchstaben bestehen. Startnummer und Name mussten sich farblich vom Untergrund abheben und „deutlich zu erkennen“ sein. Marke oder Name des Fahrzeugs mussten auf der Fahrzeugnase dargestellt werden und mindestens 25 mm groß sein.

### Motorenlieferanten
Nach einem Jahr mit Vorjahres-Motoren von Ferrari wurde die Scuderia Toro Rosso wieder von Renault mit Motoren der aktuellen Ausbaustufe beliefert. Anders als beim Schwesterteam Red Bull Racing wurde der Motor bei Toro Rosso unter dem Namen Renault eingesetzt, das Team suchte erfolglos nach einem Namenssponsor.
Sauber trat 2017 nicht mehr mit aktuellen, sondern erstmals seit Einführung der 1,6-Liter-Turbomotoren mit Vorjahres-Motoren von Ferrari an. Begründet wurde dies damit, dass den Sauber-Ingenieuren für die Entwicklung des neuen Fahrzeugs nur für das Aggregat des Vorjahres verlässliche Werte vorlagen, was Abmessungen, Installation, Kühlbedarf und Hitzefelder des Motors angeht.
Renault entwickelte für die Saison 2017 eine komplett neue Antriebseinheit. Auch Honda gab zu Beginn des Jahres 2017 bekannt, dass der neue Motor keine Weiterentwicklung, sondern eine Neuentwicklung mit geänderter Architektur sowie vollkommen überarbeiteter Positionierung der Komponenten sei. Da die zuvor verwendete Antriebseinheit nur geringes Verbesserungspotenzial geboten habe und technisch weitgehend ausgereizt gewesen sei, war laut Honda-Motorenchef Yusuke Hasegawa ein Konzeptwechsel notwendig gewesen.

### Fahrer
Nico Rosberg, der 2016 die Formel-1-Weltmeisterschaft mit Mercedes gewonnen hatte, gab nach der Saison 2016 das Ende seiner Formel-1-Karriere bekannt. Sein Nachfolger wurde Valtteri Bottas, der im November 2016 bereits seine Vertragsverlängerung bei Williams bekanntgegeben hatte und den Mercedes aus seinem Vertrag freikaufen musste.
Felipe Massa gab bereits im September 2016 bekannt, nach der Saison 2016 seine Karriere in der Formel-1-Weltmeisterschaft zu beenden. Seinen Platz bei Williams übernahm Lance Stroll, der 2016 mit dem Prema Powerteam die europäische Formel-3-Meisterschaft gewann und Testfahrer bei Williams war. Nachdem Bottas zu Mercedes gewechselt hatte, entschied sich Massa dazu, seine Karriere fortzusetzen und die Saison 2017 erneut für Williams zu bestreiten.
Auch McLaren-Pilot Jenson Button beendete seine Karriere als Stammpilot in der Formel-1-Weltmeisterschaft, sein Nachfolger wurde der bisherige Test- und Ersatzfahrer Stoffel Vandoorne, der 2016 die Super Formula bestritt und beim Großen Preis von Bahrain den verletzten Fernando Alonso vertrat. Button blieb dem Team als Berater erhalten und kümmerte sich um die Entwicklung der McLaren-Rennwagen, außerdem war er Ersatzfahrer des Teams. Daher kam er beim Großen Preis von Monaco zum Einsatz, als er Fernando Alonso ersetzte, der am selben Wochenende beim Indianapolis 500 antrat.
Nico Hülkenberg wechselte trotz gültigen Vertrags für die Formel-1-Weltmeisterschaft 2017 von Force India zu Renault. Er ersetzte dort Kevin Magnussen, der zu Haas wechselte. Hülkenbergs Nachfolger bei Force India wurde Esteban Ocon, der 2016 für Manor fuhr. Pascal Wehrlein wechselte nach einer Saison bei Manor zu Sauber, wo er Felipe Nasr ersetzte.
Antonio Giovinazzi debütierte beim Großen Preis von Australien als Vertretung für Wehrlein bei Sauber, der sich nach einer überstandenen Rückenverletzung vor der Saison noch nicht fit genug fühlte. Paul di Resta ersetzte beim Großen Preis von Ungarn kurzfristig nach dem dritten freien Training Felipe Massa, der an einer Viruserkrankung litt.
Pierre Gasly debütierte beim Großen Preis von Malaysia für Toro Rosso in der Formel-1-Weltmeisterschaft, er ersetzte Daniil Kwjat. Jolyon Palmer gab beim Großen Preis von Japan bekannt, dort sein letztes Rennen für Renault zu bestreiten. Seinen Platz nahm ab dem Großen Preis der USA Toro-Rosso-Pilot Carlos Sainz jr. ein, der seinerseits wieder durch Kwjat ersetzt wurde, der somit zunächst zwei Rennen aussetzte. Da Gasly seinerseits den Großen Preis der USA wegen des Saisonfinales der Super Formula ausließ, gab dort Brendon Hartley sein Debüt in der Formel-1-Weltmeisterschaft. Für den Rest der Saison kehrte Gasly ins Cockpit zurück und ersetzte Kwjat erneut.

### Teams
Die FIA öffnete im Mai 2015 ein Bewerberverfahren für neue Teams, die an einem Einstieg in die Formel-1-Weltmeisterschaft interessiert waren. Zwei Teams bewarben sich, wurden jedoch von der FIA abgelehnt.
Just Racing Services Ltd., die Mutterfirma von Manor Racing, meldete am 6. Januar 2017 zunächst Insolvenz an. Nachdem kein Käufer gefunden worden war, ordnete der Insolvenzverwalter am 27. Januar 2017 die Liquidation des Unternehmens an. Damit reduzierte sich die Anzahl der Teams in der Formel-1-Weltmeisterschaft auf zehn.

## Teams und Fahrer
In der Übersicht werden alle Fahrer aufgeführt, die für die Saison 2017 mit dem Rennstall einen Vertrag als Stamm-, Test- oder Ersatzfahrer abgeschlossen hatten. Die Teams sind nach der Konstrukteursweltmeisterschaft des Vorjahres geordnet.
| Bild                      | Team                          | Chassis                       | Motor                         | Reifen | Nr. | Stammfahrer        | Rennen        | Test-/ Ersatzfahrer                                                  |
| ------------------------- | ----------------------------- | ----------------------------- | ----------------------------- | ------ | --- | ------------------ | ------------- | -------------------------------------------------------------------- |
| Mercedes F1 W08 EQ Power+ | Mercedes AMG Petronas F1 Team | Mercedes-AMG F1 W08 EQ Power+ | Mercedes-AMG F1 M08 EQ Power+ | P      | 77  | Valtteri Bottas    | 1–20          | George Russell                                                       |
| Mercedes F1 W08 EQ Power+ | Mercedes AMG Petronas F1 Team | Mercedes-AMG F1 W08 EQ Power+ | Mercedes-AMG F1 M08 EQ Power+ | P      | 44  | Lewis Hamilton     | 1–20          | George Russell                                                       |
| Red Bull RB13             | Red Bull Racing               | Red Bull RB13                 | TAG Heuer (Renault R.E.17)    | P      | 03  | Daniel Ricciardo   | 1–20          | Pierre Gasly                                                         |
| Red Bull RB13             | Red Bull Racing               | Red Bull RB13                 | TAG Heuer (Renault R.E.17)    | P      | 33  | Max Verstappen     | 1–20          | Pierre Gasly                                                         |
| Ferrari SF70H             | Scuderia Ferrari              | Ferrari SF70H                 | Ferrari 062                   | P      | 05  | Sebastian Vettel   | 1–20          | Antonio Giovinazzi Charles Leclerc                                   |
| Ferrari SF70H             | Scuderia Ferrari              | Ferrari SF70H                 | Ferrari 062                   | P      | 07  | Kimi Räikkönen     | 1–20          | Antonio Giovinazzi Charles Leclerc                                   |
| Force India VJM10         | Sahara Force India F1 Team    | Force India VJM10             | Mercedes-AMG F1 M08 EQ Power+ | P      | 31  | Esteban Ocon       | 1–20          | Lucas Auer Alfonso Celis jr. Nikita Masepin                          |
| Force India VJM10         | Sahara Force India F1 Team    | Force India VJM10             | Mercedes-AMG F1 M08 EQ Power+ | P      | 11  | Sergio Pérez       | 1–20          | Lucas Auer Alfonso Celis jr. Nikita Masepin                          |
| Williams FW40             | Williams Martini Racing       | Williams FW40                 | Mercedes-AMG F1 M08 EQ Power+ | P      | 19  | Felipe Massa       | 1–10, 12–20   | Luca Ghiotto Paul di Resta                                           |
| Williams FW40             | Williams Martini Racing       | Williams FW40                 | Mercedes-AMG F1 M08 EQ Power+ | P      | 40  | Paul di Resta      | 11            | Luca Ghiotto Paul di Resta                                           |
| Williams FW40             | Williams Martini Racing       | Williams FW40                 | Mercedes-AMG F1 M08 EQ Power+ | P      | 18  | Lance Stroll       | 1–20          | Luca Ghiotto Paul di Resta                                           |
| McLaren MCL32             | McLaren Honda                 | McLaren MCL32                 | Honda RA617H                  | P      | 14  | Fernando Alonso    | 1–5, 7–20     | Jenson Button Nobuharu Matsushita Oliver Turvey                      |
| McLaren MCL32             | McLaren Honda                 | McLaren MCL32                 | Honda RA617H                  | P      | 22  | Jenson Button      | 6             | Jenson Button Nobuharu Matsushita Oliver Turvey                      |
| McLaren MCL32             | McLaren Honda                 | McLaren MCL32                 | Honda RA617H                  | P      | 02  | Stoffel Vandoorne  | 1–20          | Jenson Button Nobuharu Matsushita Oliver Turvey                      |
| Toro Rosso STR12          | Scuderia Toro Rosso           | Toro Rosso STR12              | Renault R.E.17                | P      | 26  | Daniil Kwjat       | 1–14, 17      | Sean Gelael                                                          |
| Toro Rosso STR12          | Scuderia Toro Rosso           | Toro Rosso STR12              | Renault R.E.17                | P      | 10  | Pierre Gasly       | 15, 16, 18–20 | Sean Gelael                                                          |
| Toro Rosso STR12          | Scuderia Toro Rosso           | Toro Rosso STR12              | Renault R.E.17                | P      | 55  | Carlos Sainz jr.   | 1–16          | Sean Gelael                                                          |
| Toro Rosso STR12          | Scuderia Toro Rosso           | Toro Rosso STR12              | Renault R.E.17                | P      | 39  | Brendon Hartley    | 17            | Sean Gelael                                                          |
| Toro Rosso STR12          | Scuderia Toro Rosso           | Toro Rosso STR12              | Renault R.E.17                | P      | 28  | Brendon Hartley    | 18–20         | Sean Gelael                                                          |
| Haas VF-17                | Haas F1 Team                  | Haas VF-17                    | Ferrari 062                   | P      | 08  | Romain Grosjean    | 1–20          | Santino Ferrucci                                                     |
| Haas VF-17                | Haas F1 Team                  | Haas VF-17                    | Ferrari 062                   | P      | 20  | Kevin Magnussen    | 1–20          | Santino Ferrucci                                                     |
| Renault R.S.17            | Renault Sport F1 Team         | Renault R.S.17                | Renault R.E.17                | P      | 27  | Nico Hülkenberg    | 1–20          | Robert Kubica Nicholas Latifi Oliver Rowland Sergei Sirotkin         |
| Renault R.S.17            | Renault Sport F1 Team         | Renault R.S.17                | Renault R.E.17                | P      | 30  | Jolyon Palmer      | 1–16          | Robert Kubica Nicholas Latifi Oliver Rowland Sergei Sirotkin         |
| Renault R.S.17            | Renault Sport F1 Team         | Renault R.S.17                | Renault R.E.17                | P      | 55  | Carlos Sainz jr.   | 17–20         | Robert Kubica Nicholas Latifi Oliver Rowland Sergei Sirotkin         |
| Sauber C36                | Sauber F1 Team                | Sauber C36                    | Ferrari 061                   | P      | 09  | Marcus Ericsson    | 1–20          | Tatiana Calderón Antonio Giovinazzi Nobuharu Matsushita Gustav Malja |
| Sauber C36                | Sauber F1 Team                | Sauber C36                    | Ferrari 061                   | P      | 36  | Antonio Giovinazzi | 1, 2          | Tatiana Calderón Antonio Giovinazzi Nobuharu Matsushita Gustav Malja |
| Sauber C36                | Sauber F1 Team                | Sauber C36                    | Ferrari 061                   | P      | 94  | Pascal Wehrlein    | 3–20          | Tatiana Calderón Antonio Giovinazzi Nobuharu Matsushita Gustav Malja |

## Saisonvorbereitung

### Pirelli-Testfahrten für die Saison 2017
Von August 2016 bis Februar 2017 fanden insgesamt 26 Testtage statt, bei denen die Reifen für 2017 getestet wurden. Ferrari, Mercedes und Red Bull stellten Pirelli hierzu jeweils ein modifiziertes Fahrzeug der Saison 2015 zur Verfügung, mit dem die höheren Abtriebswerte der neuen Rennwagen simuliert werden sollten. Zusätzlich wurden auch die Radaufhängungen für die breiteren und daher auch schwereren Räder angepasst. Um den durchführenden Teams keine Vorteile zu verschaffen, wurden sämtliche Daten der Tests allen Teams zur Verfügung gestellt.

### 27. Februar–2. März: Circuit de Barcelona-Catalunya
Die erste Testwoche fand vom 27. Februar bis zum 2. März auf dem Circuit de Barcelona-Catalunya in Spanien statt. Sauber-Pilot Pascal Wehrlein musste die Testfahrten wegen einer bei einem Unfall während des Race of Champions erlittenen Stauchung der Halswirbelsäule auslassen, an seiner Stelle fuhr Ferrari-Ersatzpilot Antonio Giovinazzi.
Alle zehn neuen Wagen gaben bei diesem Test ihr Streckendebüt. Beim Testauftakt am 27. Februar war Lewis Hamilton im Mercedes mit einer Rundenzeit von 1:21,765 Minuten der Schnellste, gefolgt von Ferrari-Fahrer Sebastian Vettel und Felipe Massa im Williams. Damit war Hamilton bereits am ersten Tag der Testfahrten eine Sekunde schneller als die Bestzeit bei den Tests 2016, die Kimi Räikkönen in 1:22,765 Minuten erzielt hatte. Vettel legte an diesem Tag mit 128 Runden fast 600 Kilometer zurück und war damit der Fahrer mit der größten Distanz, gefolgt von Massa und Valtteri Bottas mit 103 bzw. 79 Runden. Mercedes fuhr mit 152 zurückgelegten Runden sogar noch mehr, hier wechselten sich jedoch Bottas (Vormittag) und Hamilton (Nachmittag) ab. Fernando Alonso fuhr wegen eines Öllecks an seinem McLaren, das einen Motorwechsel notwendig machte, mit 29 Runden die geringste Distanz. Auch Sergio Pérez fuhr in seinem Force India wegen eines defekten Auspuffs nur 39 Runden.

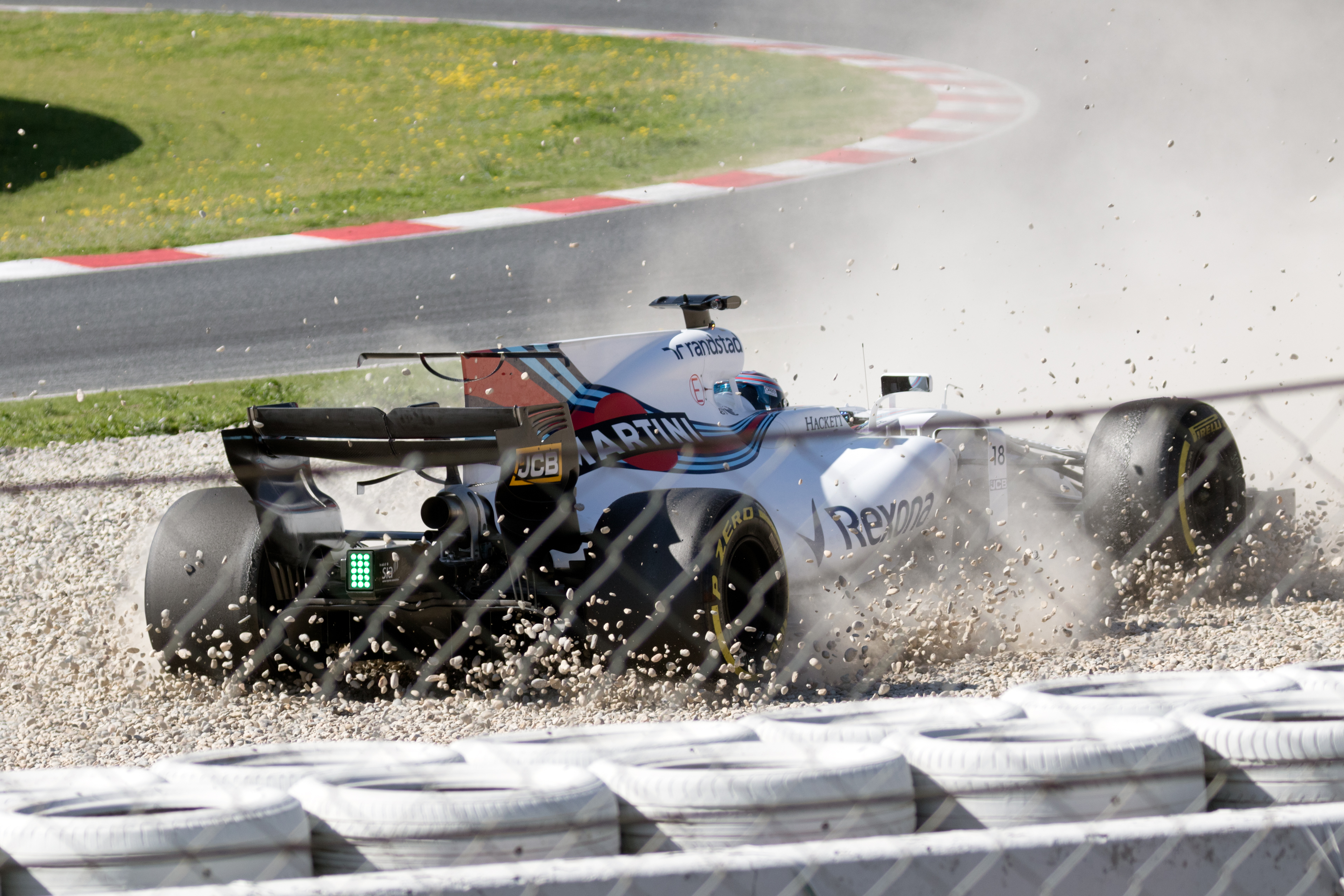
Lance Stroll dreht sich nach einem Fahrfehler ins Kiesbett

Am 28. Februar fuhr Räikkönen in 1:20,960 Minuten die Bestzeit vor Hamilton und Max Verstappen im Red Bull. Haas-Pilot Kevin Magnussen fuhr mit 118 Runden die größte Distanz vor Räikkönen (108 Runden) und Bottas (102 Runden), der zudem als erster Fahrer eine vollständige Rennsimulation durchführte. Bei Mercedes wechselten sich erneut beide Fahrer ab und fuhren mit 168 Runden deutlich mehr als alle anderen Teams. Lance Stroll im Williams fuhr nur zwölf Runden, da er bei einem Dreher sein Fahrzeug beschädigte und das Team keine Ersatzteile zur Reparatur vorrätig hatte. Bei McLaren gab es erneut technische Probleme, die einen Motorwechsel notwendig machten, Stoffel Vandoorne fuhr daher lediglich 40 Runden.
Bottas fuhr mit einer Rundenzeit von 1:19,705 Minuten die schnellste Zeit am 1. März 2017 vor Vettel und Daniel Ricciardo im Red Bull. Vettel war mit 139 Runden erneut der Fahrer mit der größten Distanz vor Sauber-Pilot Marcus Ericsson und Stroll. Auch an diesem Tag wechselten sich bei Mercedes beide Fahrer ab und fuhren mit 170 Runden die größte Distanz aller Teams. Auch Daniil Kwjat und Carlos Sainz jr. wechselten sich bei Toro Rosso ab, legten aber nur 31 bzw. 32 Runden zurück. Eine noch geringere Distanz legte als einziges Team Haas zurück, Romain Grosjean fuhr nur 56 Runden. Stroll prallte mit seinem Fahrzeug am Nachmittag in die Reifenstapel und beschädigte dabei Frontflügel, Nase und Radaufhängung seines Williams, an diesem Tag waren die Testfahrten daraufhin für ihn beendet.

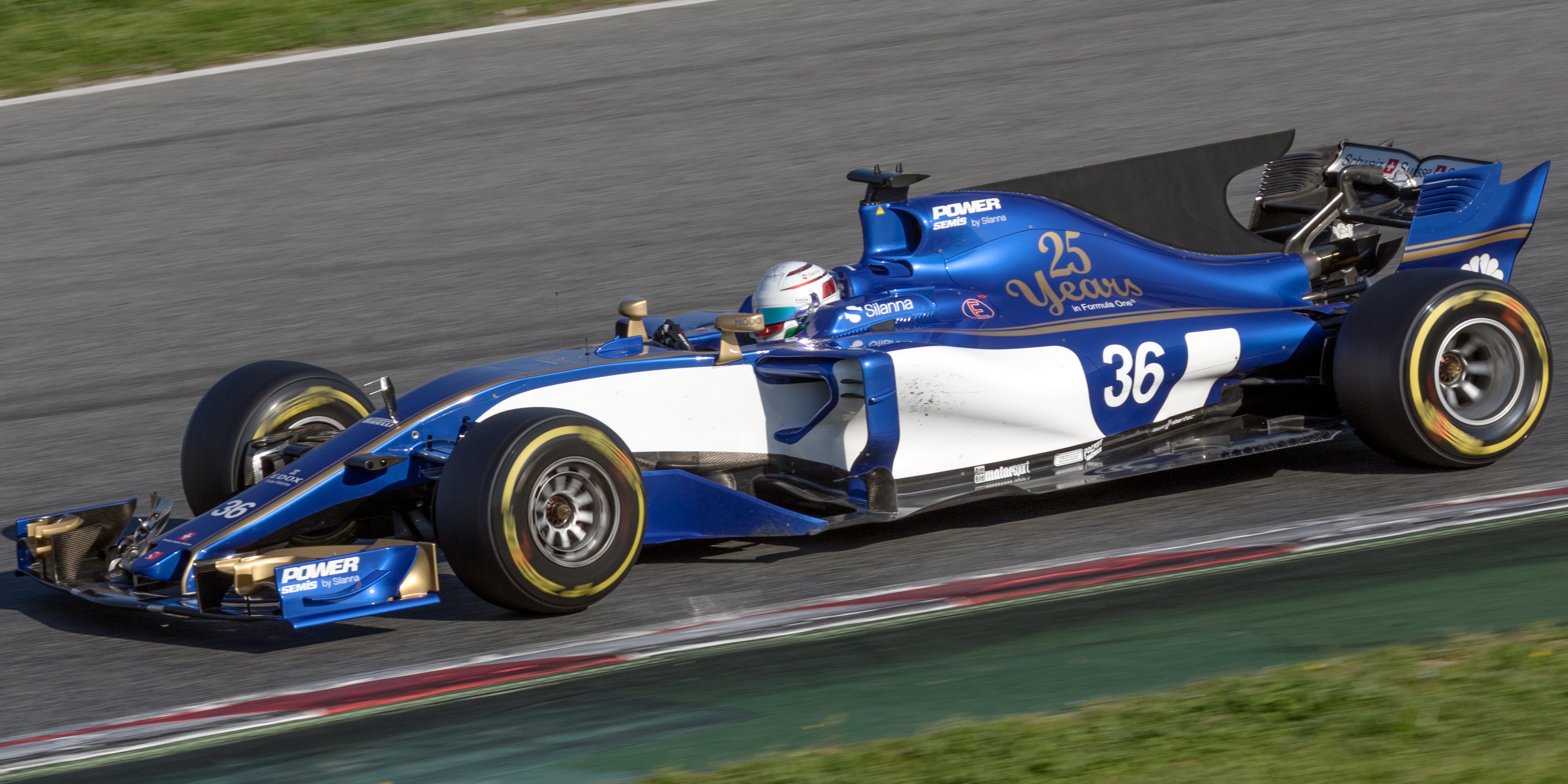
Antonio Giovinazzi ersetzte in der ersten Testwoche Pascal Wehrlein

Am 2. März fuhr Räikkönen in 1:20,872 Minuten die Bestzeit vor Verstappen und Jolyon Palmer im Renault. Die Strecke wurde am Morgen und während der einstündigen Mittagspause künstlich bewässert, damit die Teams die neuen Pirelli-Regenreifen testen konnten. Grosjean fuhr mit 118 Runden die größte Distanz vor Räikkönen und Verstappen. Williams konnte an den Testfahrten nicht teilnehmen, da die Beschädigungen am Chassis durch den Unfall von Stroll am Vortag zu groß waren. Auch Hamilton fuhr wegen technischen Problemen an diesem Tag nicht. Kwjat fuhr nur eine Installationsrunde und stellte sein Fahrzeug mit einem Defekt am Antriebsstrang anschließend ab, auch der für den Nachmittag geplante Einsatz von Sainz musste entfallen.

### 7.–10. März: Circuit de Barcelona-Catalunya

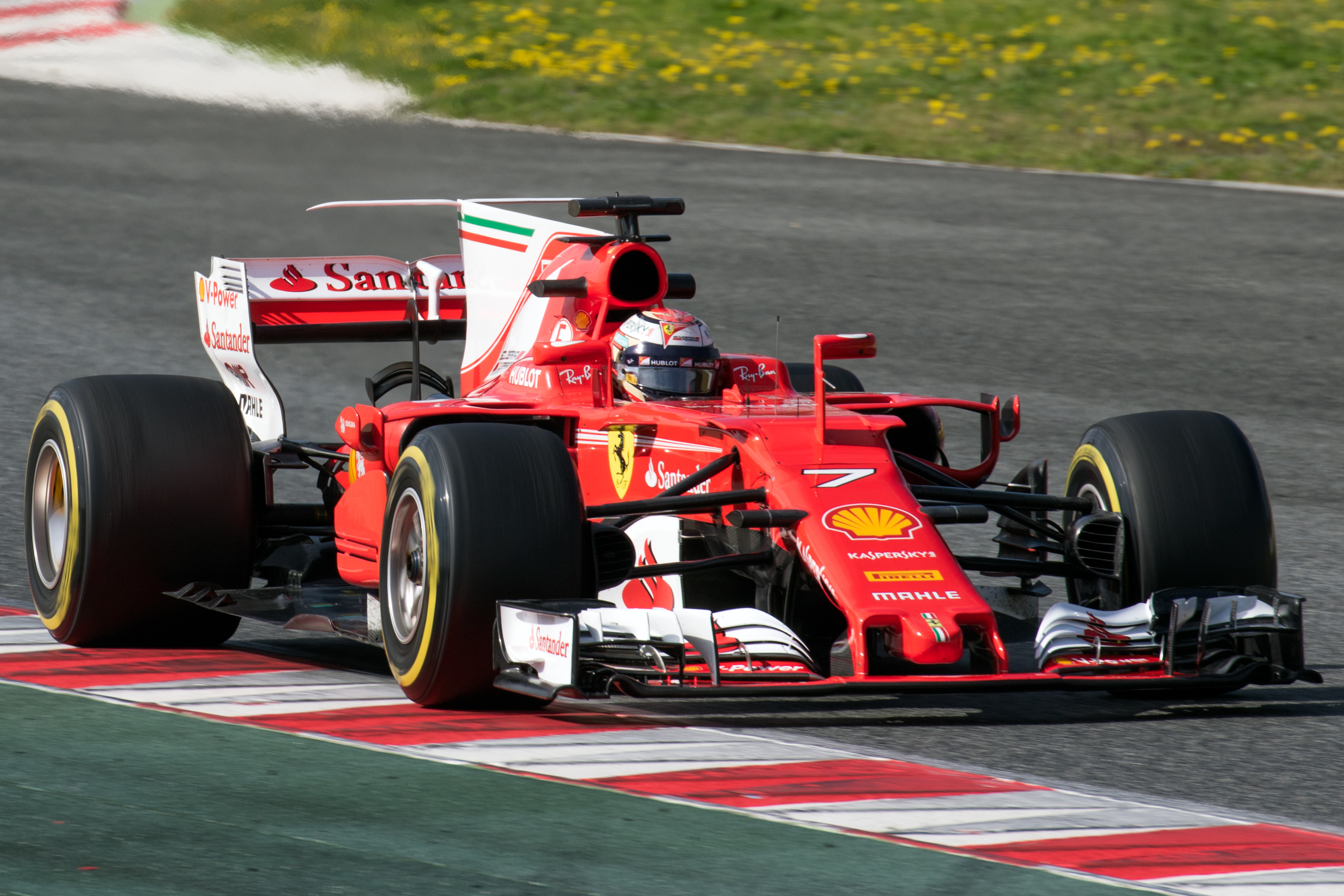
Kimi Räikkönen fuhr die schnellste Rundenzeit

Die zweite Testwoche fand vom 7. bis zum 10. März ebenfalls auf dem Circuit de Barcelona-Catalunya in Spanien statt.
Am 7. März fuhr Massa in 1:19,726 Minuten die Bestzeit vor Ricciardo und Vettel. Massa und Vettel fuhren mit jeweils 168 Runden die größte Distanz, gefolgt von Esteban Ocon mit 142 Runden. Bei Renault, wo sich Palmer und Nico Hülkenberg abwechselten, sowie bei McLaren musste jeweils die Antriebseinheit gewechselt werden, die Teams legten dennoch 73 bzw. 80 Runden zurück.
Am 8. März war Bottas mit einer Rundenzeit von 1:19,310 Minuten Schnellster vor Massa und Räikkönen. Verstappen fuhr mit 102 Runden trotz eines Motorwechsels die größte Distanz vor Pérez (100 Runden) und Grosjean (96 Runden). Bei Mercedes wechselten sich auch an diesem Tag beide Fahrer ab und fuhren mit 149 Runden deutlich mehr als alle anderen Teams. Die geringste Distanz fuhr Palmer mit 29 Runden, auch Alonso (46) und Räikkönen (53) legten vergleichsweise wenige Runden zurück. Bei Alonso musste der Energiespeicher getauscht werden, Räikkönen drehte sich und schlug in die Streckenbegrenzung ein. Die Reparatur des Fahrzeugs dauerte zu lange, so dass Räikkönen anschließend nicht mehr fahren konnte.
Vettel fuhr am 9. März in 1:19,024 Minuten die Bestzeit vor Hamilton und Ocon. Mit 155 zurückgelegten Runden lag Vettel auch in der Distanzwertung vorne, gefolgt von Ocon und Ricciardo mit 137 bzw. 128 Runden. Williams und Mercedes führten erneut mittags einen Fahrerwechsel durch und erzielten mit beiden Piloten 164 bzw. 147 Runden. Bei McLaren (48 Runden) und Renault (53 Runden) gab es erneut technische Probleme, die einen weiteren Motorwechsel notwendig machten.
Am 10. März fuhr Räikkönen in 1:18,634 Minuten die schnellste Runde vor Verstappen und Sainz. Er unterbot damit die Bestzeit aus dem Vorjahr, die er selbst aufgestellt hatte, um mehr als vier Sekunden. Außerdem war er dadurch nur um knapp 0,3 Sekunden langsamer, als die 1:18,339, welche Felipe Massa am 14. April 2008, ebenfalls in einem Ferrari, als absoluten Rundenrekord auf dieser Streckenkonfiguration gefahren ist. Sainz und Stroll fuhren mit jeweils 132 Runden die größte Distanz vor Pérez mit 128 Runden. Wie bereits an den Tagen zuvor, gab es erneut technische Probleme bei McLaren, so dass das Team mit 43 Runden die mit Abstand geringste Distanz fuhr.

## Rennkalender
Der provisorische Rennkalender, der 21 Rennen umfasste, wurde am 28. September 2016 vom FIA-Weltrat genehmigt. Am 24. November 2016 wurde eine überarbeitete Version des Rennkalenders mit nur noch 20 Rennen veröffentlicht, der am 30. November 2016 in leicht veränderter Form vom FIA-Weltrat beschlossen wurde. Der Große Preis von Deutschland wurde hier aus dem Rennkalender gestrichen. Der Große Preis von Aserbaidschan wurde zudem verschoben, um eine Terminkollision mit dem 24-Stunden-Rennen von Le Mans zu verhindern.
| Nr. | Datum         | Grand Prix (Strecke)         | Distanz (km) | Sieger                                | Zweiter                               | Dritter                               | Pole- Position             | Schnellste Rennrunde                  | Gesamtführung                                        | Gesamtführung |
| Nr. | Datum         | Grand Prix (Strecke)         | Distanz (km) | Sieger                                | Zweiter                               | Dritter                               | Pole- Position             | Schnellste Rennrunde                  | Fahrer                                               | Konstrukteur  |
| --- | ------------- | ---------------------------- | ------------ | ------------------------------------- | ------------------------------------- | ------------------------------------- | -------------------------- | ------------------------------------- | ---------------------------------------------------- | ------------- |
| 01  | 26. März      | Australien (Melbourne)       | 302,271      | Sebastian Vettel (Ferrari)            | Lewis Hamilton (Mercedes)             | Valtteri Bottas (Mercedes)            | Lewis Hamilton (Mercedes)  | Kimi Räikkönen (Ferrari)              | Sebastian Vettel (Ferrari)                           | Ferrari       |
| 02  | 9. April      | China (Shanghai)             | 305,066      | Lewis Hamilton (Mercedes)             | Sebastian Vettel (Ferrari)            | Max Verstappen (Red Bull-TAG Heuer)   | Lewis Hamilton (Mercedes)  | Lewis Hamilton (Mercedes)             | Lewis Hamilton (Mercedes) Sebastian Vettel (Ferrari) | Mercedes      |
| 03  | 16. April     | Bahrain (as-Sachir)          | 308,238      | Sebastian Vettel (Ferrari)            | Lewis Hamilton (Mercedes)             | Valtteri Bottas (Mercedes)            | Valtteri Bottas (Mercedes) | Lewis Hamilton (Mercedes)             | Sebastian Vettel (Ferrari)                           | Ferrari       |
| 04  | 30. April     | Russland (Sotschi)           | 303,897      | Valtteri Bottas (Mercedes)            | Sebastian Vettel (Ferrari)            | Kimi Räikkönen (Ferrari)              | Sebastian Vettel (Ferrari) | Kimi Räikkönen (Ferrari)              | Sebastian Vettel (Ferrari)                           | Mercedes      |
| 05  | 14. Mai       | Spanien (Montmeló)           | 307,104      | Lewis Hamilton (Mercedes)             | Sebastian Vettel (Ferrari)            | Daniel Ricciardo (Red Bull-TAG Heuer) | Lewis Hamilton (Mercedes)  | Lewis Hamilton (Mercedes)             | Sebastian Vettel (Ferrari)                           | Mercedes      |
| 06  | 28. Mai       | Monaco (Monte Carlo)         | 260,286      | Sebastian Vettel (Ferrari)            | Kimi Räikkönen (Ferrari)              | Daniel Ricciardo (Red Bull-TAG Heuer) | Kimi Räikkönen (Ferrari)   | Sergio Pérez (Force India-Mercedes)   | Sebastian Vettel (Ferrari)                           | Ferrari       |
| 07  | 11. Juni      | Kanada (Montréal)            | 305,270      | Lewis Hamilton (Mercedes)             | Valtteri Bottas (Mercedes)            | Daniel Ricciardo (Red Bull-TAG Heuer) | Lewis Hamilton (Mercedes)  | Lewis Hamilton (Mercedes)             | Sebastian Vettel (Ferrari)                           | Mercedes      |
| 08  | 25. Juni      | Aserbaidschan (Baku)         | 306,153      | Daniel Ricciardo (Red Bull-TAG Heuer) | Valtteri Bottas (Mercedes)            | Lance Stroll (Williams-Mercedes)      | Lewis Hamilton (Mercedes)  | Sebastian Vettel (Ferrari)            | Sebastian Vettel (Ferrari)                           | Mercedes      |
| 09  | 9. Juli       | Österreich (Spielberg)       | 307,020      | Valtteri Bottas (Mercedes)            | Sebastian Vettel (Ferrari)            | Daniel Ricciardo (Red Bull-TAG Heuer) | Valtteri Bottas (Mercedes) | Lewis Hamilton (Mercedes)             | Sebastian Vettel (Ferrari)                           | Mercedes      |
| 10  | 16. Juli      | Großbritannien (Silverstone) | 300,307      | Lewis Hamilton (Mercedes)             | Valtteri Bottas (Mercedes)            | Kimi Räikkönen (Ferrari)              | Lewis Hamilton (Mercedes)  | Lewis Hamilton (Mercedes)             | Sebastian Vettel (Ferrari)                           | Mercedes      |
| 11  | 30. Juli      | Ungarn (Mogyoród)            | 306,630      | Sebastian Vettel (Ferrari)            | Kimi Räikkönen (Ferrari)              | Valtteri Bottas (Mercedes)            | Sebastian Vettel (Ferrari) | Fernando Alonso (McLaren-Honda)       | Sebastian Vettel (Ferrari)                           | Mercedes      |
| 12  | 27. August    | Belgien (Spa-Francorchamps)  | 308,052      | Lewis Hamilton (Mercedes)             | Sebastian Vettel (Ferrari)            | Daniel Ricciardo (Red Bull-TAG Heuer) | Lewis Hamilton (Mercedes)  | Sebastian Vettel (Ferrari)            | Sebastian Vettel (Ferrari)                           | Mercedes      |
| 13  | 3. September  | Italien (Monza)              | 306,720      | Lewis Hamilton (Mercedes)             | Valtteri Bottas (Mercedes)            | Sebastian Vettel (Ferrari)            | Lewis Hamilton (Mercedes)  | Daniel Ricciardo (Red Bull-TAG Heuer) | Lewis Hamilton (Mercedes)                            | Mercedes      |
| 14  | 17. September | Singapur (Singapur)          | 293,633      | Lewis Hamilton (Mercedes)             | Daniel Ricciardo (Red Bull-TAG Heuer) | Valtteri Bottas (Mercedes)            | Sebastian Vettel (Ferrari) | Lewis Hamilton (Mercedes)             | Lewis Hamilton (Mercedes)                            | Mercedes      |
| 15  | 1. Oktober    | Malaysia (Sepang)            | 310,408      | Max Verstappen (Red Bull-TAG Heuer)   | Lewis Hamilton (Mercedes)             | Daniel Ricciardo (Red Bull-TAG Heuer) | Lewis Hamilton (Mercedes)  | Sebastian Vettel (Ferrari)            | Lewis Hamilton (Mercedes)                            | Mercedes      |
| 16  | 8. Oktober    | Japan (Suzuka)               | 307,471      | Lewis Hamilton (Mercedes)             | Max Verstappen (Red Bull-TAG Heuer)   | Daniel Ricciardo (Red Bull-TAG Heuer) | Lewis Hamilton (Mercedes)  | Valtteri Bottas (Mercedes)            | Lewis Hamilton (Mercedes)                            | Mercedes      |
| 17  | 22. Oktober   | USA (Austin)                 | 308,405      | Lewis Hamilton (Mercedes)             | Sebastian Vettel (Ferrari)            | Kimi Räikkönen (Ferrari)              | Lewis Hamilton (Mercedes)  | Sebastian Vettel (Ferrari)            | Lewis Hamilton (Mercedes)                            | Mercedes      |
| 18  | 29. Oktober   | Mexiko (Mexiko-Stadt)        | 305,584      | Max Verstappen (Red Bull-TAG Heuer)   | Valtteri Bottas (Mercedes)            | Kimi Räikkönen (Ferrari)              | Sebastian Vettel (Ferrari) | Sebastian Vettel (Ferrari)            | Lewis Hamilton (Mercedes)                            | Mercedes      |
| 19  | 12. November  | Brasilien (Interlagos)       | 305,909      | Sebastian Vettel (Ferrari)            | Valtteri Bottas (Mercedes)            | Kimi Räikkönen (Ferrari)              | Valtteri Bottas (Mercedes) | Max Verstappen (Red Bull-TAG Heuer)   | Lewis Hamilton (Mercedes)                            | Mercedes      |
| 20  | 26. November  | Abu Dhabi (Yas-Insel)        | 305,355      | Valtteri Bottas (Mercedes)            | Lewis Hamilton (Mercedes)             | Sebastian Vettel (Ferrari)            | Valtteri Bottas (Mercedes) | Valtteri Bottas (Mercedes)            | Lewis Hamilton (Mercedes)                            | Mercedes      |

## Rennberichte

### Großer Preis von Australien
| Platz | Fahrer           | Team     | Zeit        |
| ----- | ---------------- | -------- | ----------- |
| 1     | Sebastian Vettel | Ferrari  | 1:24:11.672 |
| 2     | Lewis Hamilton   | Mercedes | + 9,975     |
| 3     | Valtteri Bottas  | Mercedes | + 11,250    |
| PP    | Lewis Hamilton   | Mercedes | 1:22,188    |
| SR    | Kimi Räikkönen   | Ferrari  | 1:26,538    |

Der Große Preis von Australien auf dem Albert Park Circuit fand am 26. März 2017 statt und ging über eine Distanz von 57 Runden à 5,303 km, was einer Gesamtdistanz von 302,271 km entspricht. Nach einem Startabbruch wurde die Renndistanz um eine Runde gekürzt.
Sebastian Vettel gewann das Rennen vor Lewis Hamilton und Valtteri Bottas.

### Großer Preis von China
| Platz | Fahrer           | Team               | Zeit        |
| ----- | ---------------- | ------------------ | ----------- |
| 1     | Lewis Hamilton   | Mercedes           | 1:37:36,158 |
| 2     | Sebastian Vettel | Ferrari            | + 6,250     |
| 3     | Max Verstappen   | Red Bull-TAG Heuer | + 45,192    |
| PP    | Lewis Hamilton   | Mercedes           | 1:31,678    |
| SR    | Lewis Hamilton   | Mercedes           | 1.35,378    |

Der Große Preis von China auf dem Shanghai International Circuit fand am 9. April 2017 statt und ging über eine Distanz von 56 Runden à 5,451 km, was einer Gesamtdistanz von 305,066 km entspricht.
Lewis Hamilton gewann das Rennen vor Sebastian Vettel und Max Verstappen.

### Großer Preis von Bahrain
| Platz | Fahrer           | Team     | Zeit        |
| ----- | ---------------- | -------- | ----------- |
| 1     | Sebastian Vettel | Ferrari  | 1:33:53,373 |
| 2     | Lewis Hamilton   | Mercedes | + 6,660     |
| 3     | Valtteri Bottas  | Mercedes | + 20,397    |
| PP    | Valtteri Bottas  | Mercedes | 1:28,769    |
| SR    | Lewis Hamilton   | Mercedes | 1.32,798    |

Der Große Preis von Bahrain auf dem Bahrain International Circuit fand am 16. April 2017 statt und ging über eine Distanz von 57 Runden à 5,412 km, was einer Gesamtdistanz von 308,238 km entspricht.
Sebastian Vettel gewann das Rennen vor Lewis Hamilton und Valtteri Bottas.

### Großer Preis von Russland
| Platz | Fahrer           | Team     | Zeit        |
| ----- | ---------------- | -------- | ----------- |
| 1     | Valtteri Bottas  | Mercedes | 1:28:08,743 |
| 2     | Sebastian Vettel | Ferrari  | + 0,617     |
| 3     | Kimi Räikkönen   | Ferrari  | + 11,000    |
| PP    | Sebastian Vettel | Ferrari  | 1:33,194    |
| SR    | Kimi Räikkönen   | Ferrari  | 1.36,844    |

Der Große Preis von Russland auf dem Sochi Autodrom fand am 30. April 2017 statt und ging über eine Distanz von 52 Runden à 5,848 km, was einer Gesamtdistanz von 303,897 km entspricht. Nach einem Startabbruch wurde die Renndistanz um eine Runde gekürzt.
Valtteri Bottas gewann das Rennen vor Sebastian Vettel und Kimi Räikkönen. Es war der erste Sieg für Bottas in der Formel-1-Weltmeisterschaft.

### Großer Preis von Spanien
| Platz | Fahrer           | Team               | Zeit        |
| ----- | ---------------- | ------------------ | ----------- |
| 1     | Lewis Hamilton   | Mercedes           | 1:35:56,497 |
| 2     | Sebastian Vettel | Ferrari            | + 3,490     |
| 3     | Daniel Ricciardo | Red Bull-TAG Heuer | + 1:15,581  |
| PP    | Lewis Hamilton   | Mercedes           | 1:19,149    |
| SR    | Lewis Hamilton   | Mercedes           | 1.23,593    |

Der Große Preis von Spanien auf dem Circuit de Barcelona-Catalunya fand am 14. Mai 2017 statt und ging über eine Distanz von 66 Runden à 4,655 km, was einer Gesamtdistanz von 307,104 km entspricht.
Lewis Hamilton gewann das Rennen vor Sebastian Vettel und Daniel Ricciardo.

### Großer Preis von Monaco
| Platz | Fahrer           | Team                 | Zeit        |
| ----- | ---------------- | -------------------- | ----------- |
| 1     | Sebastian Vettel | Ferrari              | 1:44:44,340 |
| 2     | Kimi Räikkönen   | Ferrari              | + 3,145     |
| 3     | Daniel Ricciardo | Red Bull-TAG Heuer   | + 3,745     |
| PP    | Kimi Räikkönen   | Ferrari              | 1:12,178    |
| SR    | Sergio Pérez     | Force India-Mercedes | 1:14,820    |

Der Große Preis von Monaco auf dem Circuit de Monaco fand am 28. Mai 2017 statt und ging über eine Distanz von 78 Runden à 3,337 km, was einer Gesamtdistanz von 260,286 km entspricht.
Sebastian Vettel gewann das Rennen vor Kimi Räikkönen und Daniel Ricciardo.

### Großer Preis von Kanada
| Platz | Fahrer           | Team               | Zeit        |
| ----- | ---------------- | ------------------ | ----------- |
| 1     | Lewis Hamilton   | Mercedes           | 1:33.05,153 |
| 2     | Valtteri Bottas  | Mercedes           | + 19,783    |
| 3     | Daniel Ricciardo | Red Bull-TAG Heuer | + 35,297    |
| PP    | Lewis Hamilton   | Mercedes           | 1:11,459    |
| SR    | Lewis Hamilton   | Mercedes           | 1:14,551    |

Der Große Preis von Kanada auf dem Circuit Gilles-Villeneuve fand am 11. Juni 2017 statt und ging über eine Distanz von 70 Runden à 4,361 km, was einer Gesamtdistanz von 305,270 km entspricht.
Lewis Hamilton gewann das Rennen vor Valtteri Bottas und Daniel Ricciardo.

### Großer Preis von Aserbaidschan
| Platz | Fahrer           | Team               | Zeit        |
| ----- | ---------------- | ------------------ | ----------- |
| 1     | Daniel Ricciardo | Red Bull-TAG Heuer | 2:03.55,573 |
| 2     | Valtteri Bottas  | Mercedes           | + 3,904     |
| 3     | Lance Stroll     | Williams-Mercedes  | + 4,009     |
| PP    | Lewis Hamilton   | Mercedes           | 1:40,593    |
| SR    | Sebastian Vettel | Ferrari            | 1:43,441    |

Der Große Preis von Aserbaidschan auf dem Baku City Circuit fand am 25. Juni 2017 statt und ging über eine Distanz von 51 Runden à 6,003 km, was einer Gesamtdistanz von 306,049 km entspricht.
Daniel Ricciardo gewann das Rennen vor Valtteri Bottas und Lance Stroll. Es war die erste Podiumsplatzierung für Stroll in der Formel-1-Weltmeisterschaft.
Das Rennen wurde zwischenzeitlich aufgrund von Kleinteilen auf der Strecke unterbrochen.

### Großer Preis von Österreich
| Platz | Fahrer           | Team               | Zeit        |
| ----- | ---------------- | ------------------ | ----------- |
| 1     | Valtteri Bottas  | Mercedes           | 1:21.48,523 |
| 2     | Sebastian Vettel | Ferrari            | + 0,658     |
| 3     | Daniel Ricciardo | Red Bull-TAG Heuer | + 6,012     |
| PP    | Valtteri Bottas  | Mercedes           | 1:04,251    |
| SR    | Lewis Hamilton   | Mercedes           | 1:07,411    |

Der Große Preis von Österreich auf dem Red Bull Ring fand am 9. Juli 2017 statt und ging über eine Distanz von 71 Runden à 4,326 km, was einer Gesamtdistanz von 307,02 km entspricht.
Valtteri Bottas gewann das Rennen vor Sebastian Vettel und Daniel Ricciardo.

### Großer Preis von Großbritannien
| Platz | Fahrer          | Team     | Zeit        |
| ----- | --------------- | -------- | ----------- |
| 1     | Lewis Hamilton  | Mercedes | 1:21:27,430 |
| 2     | Valtteri Bottas | Mercedes | + 14,063    |
| 3     | Kimi Räikkönen  | Ferrari  | + 36,570    |
| PP    | Lewis Hamilton  | Mercedes | 1:26,600    |
| SR    | Lewis Hamilton  | Mercedes | 1:30,621    |

Der Große Preis von Großbritannien auf dem Silverstone Circuit fand am 16. Juli 2017 statt und ging über eine Distanz von 51 Runden à 5,891 km, was einer Gesamtdistanz von 300,307 km entspricht. Nach einem Startabbruch wurde die Renndistanz um eine Runde gekürzt.
Lewis Hamilton gewann das Rennen vor Valtteri Bottas und Kimi Räikkönen.

### Großer Preis von Ungarn
| Platz | Fahrer           | Team          | Zeit        |
| ----- | ---------------- | ------------- | ----------- |
| 1     | Sebastian Vettel | Ferrari       | 1:39:46,713 |
| 2     | Kimi Räikkönen   | Ferrari       | + 0,908     |
| 3     | Valtteri Bottas  | Mercedes      | + 12,462    |
| PP    | Sebastian Vettel | Ferrari       | 1:16,276    |
| SR    | Fernando Alonso  | McLaren Honda | 1:20,182    |

Der Große Preis von Ungarn auf dem Hungaroring fand am 30. Juli 2017 statt und ging über eine Distanz von 70 Runden à 4,381 km, was einer Gesamtdistanz von 306,63 km entspricht.
Sebastian Vettel gewann das Rennen vor Kimi Räikkönen und Valtteri Bottas.

### Großer Preis von Belgien
| Platz | Fahrer           | Team               | Zeit        |
| ----- | ---------------- | ------------------ | ----------- |
| 1     | Lewis Hamilton   | Mercedes           | 1:24,42,820 |
| 2     | Sebastian Vettel | Ferrari            | + 2,358     |
| 3     | Daniel Ricciardo | Red Bull-TAG Heuer | + 10,791    |
| PP    | Lewis Hamilton   | Mercedes           | 1:42,553    |
| SR    | Sebastian Vettel | Ferrari            | 1.46,577    |

Der Große Preis von Belgien auf dem Circuit de Spa-Francorchamps fand am 27. August 2017 statt und ging über eine Distanz von 44 Runden à 7,004 km, was einer Gesamtdistanz von 308,052 km entspricht.
Lewis Hamilton gewann das Rennen vor Sebastian Vettel und Daniel Ricciardo.

### Großer Preis von Italien
| Platz | Fahrer           | Team               | Zeit        |
| ----- | ---------------- | ------------------ | ----------- |
| 1     | Lewis Hamilton   | Mercedes           | 1:15:32,310 |
| 2     | Valtteri Bottas  | Mercedes           | + 4,471     |
| 3     | Sebastian Vettel | Ferrari            | + 36,317    |
| PP    | Lewis Hamilton   | Mercedes           | 1:35,554    |
| SR    | Daniel Ricciardo | Red Bull-TAG Heuer | 1.23,361    |

Der Große Preis von Italien auf dem Autodromo Nazionale Monza fand am 3. September 2017 statt und ging über eine Distanz von 53 Runden à 5,793 km, was einer Gesamtdistanz von 306,720 km entspricht.
Lewis Hamilton gewann das Rennen vor Valtteri Bottas und Sebastian Vettel.

### Großer Preis von Singapur
| Platz | Fahrer           | Team               | Zeit        |
| ----- | ---------------- | ------------------ | ----------- |
| 1     | Lewis Hamilton   | Mercedes           | 2:03:23,544 |
| 2     | Daniel Ricciardo | Red Bull-TAG Heuer | + 4,507     |
| 3     | Valtteri Bottas  | Mercedes           | + 8,800     |
| PP    | Sebastian Vettel | Ferrari            | 1:39,491    |
| SR    | Lewis Hamilton   | Mercedes           | 1:45,008    |

Der Große Preis von Singapur auf dem Marina Bay Street Circuit fand am 17. September 2017 statt und ging über eine Distanz von 58 Runden à 5,065 km, was einer Gesamtdistanz von 293,907 km entspricht.
Lewis Hamilton gewann das Rennen vor Daniel Ricciardo und Valtteri Bottas.

### Großer Preis von Malaysia
| Platz | Fahrer           | Team               | Zeit        |
| ----- | ---------------- | ------------------ | ----------- |
| 1     | Max Verstappen   | Red Bull-TAG Heuer | 1:30:01,290 |
| 2     | Lewis Hamilton   | Mercedes           | + 12,770    |
| 3     | Daniel Ricciardo | Red Bull-TAG Heuer | + 22,519    |
| PP    | Lewis Hamilton   | Mercedes           | 1:30,076    |
| SR    | Sebastian Vettel | Ferrari            | 1:34,080    |

Der Große Preis von Malaysia auf dem Sepang International Circuit fand am 1. Oktober 2017 statt und ging über eine Distanz von 56 Runden à 5,543 km, was einer Gesamtdistanz von 310,408 km entspricht.
Max Verstappen gewann das Rennen vor Lewis Hamilton und Daniel Ricciardo.

### Großer Preis von Japan
| Platz | Fahrer           | Team               | Zeit        |
| ----- | ---------------- | ------------------ | ----------- |
| 1     | Lewis Hamilton   | Mercedes           | 1:27:31,193 |
| 2     | Max Verstappen   | Red Bull-TAG Heuer | + 1,211     |
| 3     | Daniel Ricciardo | Red Bull-TAG Heuer | + 9,679     |
| PP    | Lewis Hamilton   | Mercedes           | 1:27,319    |
| SR    | Valtteri Bottas  | Mercedes           | 1:33,144    |

Der Große Preis von Japan auf dem Suzuka International Racing Course fand am 8. Oktober 2017 statt und ging über eine Distanz von 53 Runden à 5,807 km, was einer Gesamtdistanz von 307,471 km entspricht.
Lewis Hamilton gewann das Rennen vor Max Verstappen und Daniel Ricciardo.

### Großer Preis der USA
| Platz | Fahrer           | Team     | Zeit        |
| ----- | ---------------- | -------- | ----------- |
| 1     | Lewis Hamilton   | Mercedes | 1:33:50,991 |
| 2     | Sebastian Vettel | Ferrari  | + 10,143    |
| 3     | Kimi Räikkönen   | Ferrari  | + 15,779    |
| PP    | Lewis Hamilton   | Mercedes | 1:33,108    |
| SR    | Sebastian Vettel | Ferrari  | 1:37,766    |

Der Große Preis der USA auf dem Circuit of The Americas in Austin (Texas) fand am 22. Oktober 2017 statt und ging über eine Distanz von 56 Runden à 5,513 km, was einer Gesamtdistanz von 308,405 km entspricht.
Lewis Hamilton gewann das Rennen vor Sebastian Vettel. Kimi Räikkönen konnte sich durch eine umstrittene Zeitstrafe für Max Verstappen noch den dritten Platz sichern.
Mercedes wurde durch den Erfolg vorzeitig zum vierten Mal in Folge Konstrukteursweltmeister.

### Großer Preis von Mexiko
| Platz | Fahrer           | Team               | Zeit        |
| ----- | ---------------- | ------------------ | ----------- |
| 1     | Max Verstappen   | Red Bull-TAG Heuer | 1:36:26,550 |
| 2     | Valtteri Bottas  | Mercedes           | + 19,678    |
| 3     | Kimi Räikkönen   | Ferrari            | + 54,007    |
| PP    | Sebastian Vettel | Ferrari            | 1:16,488    |
| SR    | Sebastian Vettel | Ferrari            | 1:18,785    |

Der Große Preis von Mexiko auf dem Autódromo Hermanos Rodríguez in Mexiko-Stadt fand am 29. Oktober 2017 statt und ging über eine Distanz von 71 Runden à 4,304 km, was einer Gesamtdistanz von 305,584 km entspricht.
Max Verstappen gewann das Rennen vor Valtteri Bottas und Kimi Räikkönen.
Lewis Hamilton wurde vorzeitig zum vierten Mal Weltmeister.

### Großer Preis von Brasilien
| Platz | Fahrer           | Team               | Zeit        |
| ----- | ---------------- | ------------------ | ----------- |
| 1     | Sebastian Vettel | Ferrari            | 1:31,26,262 |
| 2     | Valtteri Bottas  | Mercedes           | + 2,762     |
| 3     | Kimi Räikkönen   | Ferrari            | + 4,600     |
| PP    | Valtteri Bottas  | Mercedes           | 1:08,322    |
| SR    | Max Verstappen   | Red Bull-TAG Heuer | 1:11,044    |

Der Große Preis von Brasilien auf dem Autódromo José Carlos Pace fand am 12. November 2017 statt und ging über eine Distanz von 71 Runden à 4,309 km, was einer Gesamtdistanz von 305,909 km entspricht.
Sebastian Vettel gewann das Rennen vor Valtteri Bottas und Kimi Räikkönen.

### Großer Preis von Abu Dhabi
| Platz | Fahrer           | Team     | Zeit        |
| ----- | ---------------- | -------- | ----------- |
| 1     | Valtteri Bottas  | Mercedes | 1:34:14,062 |
| 2     | Lewis Hamilton   | Mercedes | + 3,899     |
| 3     | Sebastian Vettel | Ferrari  | + 19,330    |
| PP    | Valtteri Bottas  | Mercedes | 1:36,231    |
| SR    | Valtteri Bottas  | Mercedes | 1:40,650    |

Der Große Preis von Abu Dhabi auf dem Yas Marina Circuit fand am 26. November 2017 statt und ging über eine Distanz von 55 Runden à 5,554 km, was einer Gesamtdistanz von 305,355 km entspricht.
Valtteri Bottas gewann das Rennen vor Lewis Hamilton und Sebastian Vettel.

## Qualifying-/Rennduelle
Diese beiden Tabellen zeigen, welche Fahrer im jeweiligen Team die besseren Platzierungen im Qualifying bzw. im Rennen erreicht haben.
| Fahrer               | :        | Fahrer             |
| Mercedes             | Mercedes | Mercedes           |
| -------------------- | -------- | ------------------ |
| Lewis Hamilton       | 13:7     | Valtteri Bottas    |
| Red Bull-TAG Heuer   |          |                    |
| Daniel Ricciardo     | 7:13     | Max Verstappen     |
| Ferrari              |          |                    |
| Sebastian Vettel     | 15:5     | Kimi Räikkönen     |
| Force India-Mercedes |          |                    |
| Sergio Pérez         | 13:7     | Esteban Ocon       |
| Williams-Mercedes    |          |                    |
| Felipe Massa         | 17:2     | Lance Stroll       |
| Paul di Resta        | 0:1      | Lance Stroll       |
| McLaren-Honda        |          |                    |
| Fernando Alonso      | 16:3     | Stoffel Vandoorne  |
| Jenson Button        | 1:0      | Stoffel Vandoorne  |
| Toro Rosso-Renault   |          |                    |
| Daniil Kwjat         | 6:8      | Carlos Sainz jr.   |
| Pierre Gasly         | 0:2      | Carlos Sainz jr.   |
| Brendon Hartley      | 0:1      | Daniil Kwjat       |
| Brendon Hartley      | 2:1      | Pierre Gasly       |
| Haas-Ferrari         |          |                    |
| Romain Grosjean      | 12:8     | Kevin Magnussen    |
| Renault              |          |                    |
| Nico Hülkenberg      | 16:0     | Jolyon Palmer      |
| Nico Hülkenberg      | 3:1      | Carlos Sainz jr.   |
| Sauber-Ferrari       |          |                    |
| Marcus Ericsson      | 2:0      | Antonio Giovinazzi |
| Marcus Ericsson      | 7:11     | Pascal Wehrlein    |

| Fahrer               | :        | Fahrer             |
| Mercedes             | Mercedes | Mercedes           |
| -------------------- | -------- | ------------------ |
| Lewis Hamilton       | 12:8     | Valtteri Bottas    |
| Red Bull-TAG Heuer   |          |                    |
| Daniel Ricciardo     | 9:11     | Max Verstappen     |
| Ferrari              |          |                    |
| Sebastian Vettel     | 16:3     | Kimi Räikkönen     |
| Force India-Mercedes |          |                    |
| Sergio Pérez         | 12:8     | Esteban Ocon       |
| Williams-Mercedes    |          |                    |
| Felipe Massa         | 13:6     | Lance Stroll       |
| Paul di Resta        | 0:1      | Lance Stroll       |
| McLaren-Honda        |          |                    |
| Fernando Alonso      | 9:9      | Stoffel Vandoorne  |
| Jenson Button        | 0:0      | Stoffel Vandoorne  |
| Toro Rosso-Renault   |          |                    |
| Daniil Kwjat         | 4:9      | Carlos Sainz jr.   |
| Pierre Gasly         | 2:0      | Carlos Sainz jr.   |
| Brendon Hartley      | 0:1      | Daniil Kwjat       |
| Brendon Hartley      | 1:2      | Pierre Gasly       |
| Haas-Ferrari         |          |                    |
| Romain Grosjean      | 10:9     | Kevin Magnussen    |
| Renault              |          |                    |
| Nico Hülkenberg      | 9:6      | Jolyon Palmer      |
| Nico Hülkenberg      | 2:1      | Carlos Sainz jr.   |
| Sauber-Ferrari       |          |                    |
| Marcus Ericsson      | 1:1      | Antonio Giovinazzi |
| Marcus Ericsson      | 6:11     | Pascal Wehrlein    |

## Weltmeisterschaftswertungen

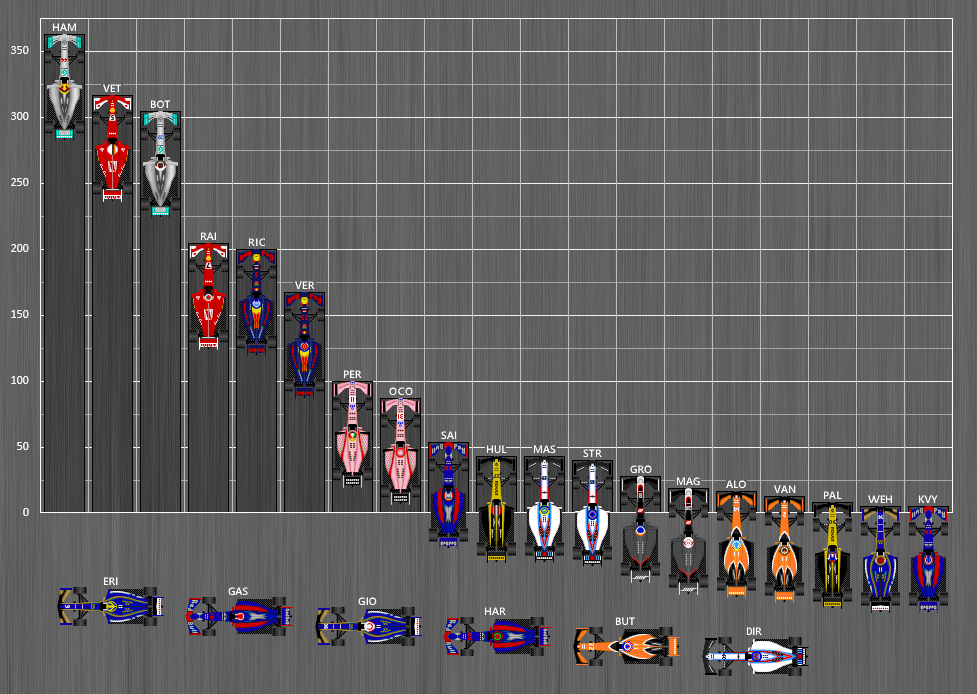
Fahrerwertung der Formel-1-Weltmeisterschaft 2017

Weltmeister wurde derjenige Fahrer bzw. Konstrukteur, der bis zum Saisonende am meisten Punkte in der Weltmeisterschaft ansammelte. Bei der Punkteverteilung wurden die Platzierungen im Gesamtergebnis des jeweiligen Rennens berücksichtigt. Die zehn erstplatzierten Fahrer jedes Rennens erhielten Punkte nach folgendem Schema:
| Punkteverteilung | Punkteverteilung | Punkteverteilung | Punkteverteilung | Punkteverteilung | Punkteverteilung | Punkteverteilung | Punkteverteilung | Punkteverteilung | Punkteverteilung | Punkteverteilung |
| ---------------- | ---------------- | ---------------- | ---------------- | ---------------- | ---------------- | ---------------- | ---------------- | ---------------- | ---------------- | ---------------- |
| Platz            | 1                | 2                | 3                | 4                | 5                | 6                | 7                | 8                | 9                | 10               |
| Punkte           | 25               | 18               | 15               | 12               | 10               | 8                | 6                | 4                | 2                | 1                |

### Fahrerwertung
| Pos. | Fahrer        | Konstrukteur         |     |     |     |     |     |     |     |     |     |     |     |     |     |     |     |     |     |     |     |     | Punkte |
| 01   | L. Hamilton   | Mercedes             | 2   | 1   | 2   | 4   | 1   | 7   | 1   | 5   | 4   | 1   | 4   | 1   | 1   | 1   | 2   | 1   | 1   | 9   | 4   | 2   | 363    |
| 02   | S. Vettel     | Ferrari              | 1   | 2   | 1   | 2   | 2   | 1   | 4   | 4   | 2   | 7   | 1   | 2   | 3   | DNF | 4   | DNF | 2   | 4   | 1   | 3   | 317    |
| 03   | V. Bottas     | Mercedes             | 3   | 6   | 3   | 1   | DNF | 4   | 2   | 2   | 1   | 2   | 3   | 5   | 2   | 3   | 5   | 4   | 5   | 2   | 2   | 1   | 305    |
| 04   | K. Räikkönen  | Ferrari              | 4   | 5   | 4   | 3   | DNF | 2   | 7   | 14* | 5   | 3   | 2   | 4   | 5   | DNF | DNS | 5   | 3   | 3   | 3   | 4   | 205    |
| 05   | D. Ricciardo  | Red Bull-TAG Heuer   | DNF | 4   | 5   | DNF | 3   | 3   | 3   | 1   | 3   | 5   | DNF | 3   | 4   | 2   | 3   | 3   | DNF | DNF | 6   | DNF | 200    |
| 06   | M. Verstappen | Red Bull-TAG Heuer   | 5   | 3   | DNF | 5   | DNF | 5   | DNF | DNF | DNF | 4   | 5   | DNF | 10  | DNF | 1   | 2   | 4   | 1   | 5   | 5   | 168    |
| 07   | S. Pérez      | Force India-Mercedes | 7   | 9   | 7   | 6   | 4   | 13  | 5   | DNF | 7   | 9   | 8   | 17* | 9   | 5   | 6   | 7   | 8   | 7   | 9   | 7   | 100    |
| 08   | E. Ocon       | Force India-Mercedes | 10  | 10  | 10  | 7   | 5   | 12  | 6   | 6   | 8   | 8   | 9   | 9   | 6   | 10  | 10  | 6   | 6   | 5   | DNF | 8   | 87     |
| 09   | C. Sainz      | Toro Rosso-Renault   | 8   | 7   | DNF | 10  | 7   | 6   | DNF | 8   | DNF | DNF | 7   | 10  | 14  | 4   | DNF | DNF |     |     |     |     | 54     |
| 09   | C. Sainz      | Renault              |     |     |     |     |     |     |     |     |     |     |     |     |     |     |     |     | 7   | DNF | 11  | DNF | 54     |
| 10   | N. Hülkenberg | Renault              | 11  | 12  | 9   | 8   | 6   | DNF | 8   | DNF | 13  | 6   | 17* | 6   | 13  | DNF | 16  | DNF | DNF | DNF | 10  | 6   | 43     |
| 11   | F. Massa      | Williams-Mercedes    | 6   | 14  | 6   | 9   | 13  | 9   | DNF | DNF | 9   | 10  | PO  | 8   | 8   | 11  | 9   | 10  | 9   | 11  | 7   | 10  | 43     |
| 12   | L. Stroll     | Williams-Mercedes    | DNF | DNF | DNF | 11  | 16  | 14* | 9   | 3   | 10  | 16  | 14  | 11  | 7   | 8   | 8   | DNF | 11  | 6   | 16  | 18  | 40     |
| 13   | R. Grosjean   | Haas-Ferrari         | DNF | 11  | 8   | DNF | 10  | 8   | 10  | 13  | 6   | 13  | DNF | 7   | 15  | 9   | 13  | 9   | 14  | 15  | 15  | 11  | 28     |
| 14   | K. Magnussen  | Haas-Ferrari         | DNF | 8   | DNF | 13  | 14  | 10  | 12  | 7   | DNF | 12  | 11  | 15  | 11  | DNF | 12  | 8   | 16  | 8   | DNF | 13  | 19     |
| 15   | F. Alonso     | McLaren-Honda        | DNF | DNF | 14* | DNS | 12  |     | 16* | 9   | DNF | DNF | 6   | DNF | 17* | DNF | 11  | 11  | DNF | 10  | 8   | 9   | 17     |
| 16   | S. Vandoorne  | McLaren-Honda        | 13  | DNF | DNS | 14  | DNF | DNF | 14  | 12  | 12  | 11  | 10  | 14  | DNF | 7   | 7   | 14  | 12  | 12  | DNF | 12  | 13     |
| 17   | J. Palmer     | Renault              | DNF | 13  | 13  | DNF | 15  | 11  | 11  | DNF | 11  | DNS | 13  | 13  | DNF | 6   | 15  | 12  |     |     |     |     | 8      |
| 18   | P. Wehrlein   | Sauber-Ferrari       | PO  | INJ | 11  | 16  | 8   | DNF | 15  | 10  | 14  | 17  | 15  | DNF | 16  | 12  | 17  | 15  | DNF | 14  | 14  | 14  | 5      |
| 19   | D. Kwjat      | Toro Rosso-Renault   | 9   | DNF | 12  | 12  | 9   | 15* | DNF | DNF | 16  | 15  | 12  | 12  | 12  | DNF |     |     | 10  |     |     |     | 5      |
| 20   | M. Ericsson   | Sauber-Ferrari       | DNF | 15  | DNF | 15  | 11  | DNF | 13  | 11  | 15  | 14  | 16  | 16  | 18* | DNF | 18  | DNF | 15  | DNF | 13  | 17  | 0      |
| 21   | P. Gasly      | Toro Rosso-Renault   |     |     |     |     |     |     |     |     |     |     |     |     |     |     | 14  | 13  |     | 13  | 12  | 16  | 0      |
| 22   | A. Giovinazzi | Sauber-Ferrari       | 12  | DNF |     |     |     |     |     |     |     |     |     |     |     |     |     |     |     |     |     |     | 0      |
| 23   | B. Hartley    | Toro Rosso-Renault   |     |     |     |     |     |     |     |     |     |     |     |     |     |     |     |     | 13  | DNF | DNF | 15  | 0      |
| –    | J. Button     | McLaren-Honda        |     |     |     |     |     | DNF |     |     |     |     |     |     |     |     |     |     |     |     |     |     | 0      |
| –    | P. di Resta   | Williams-Mercedes    |     |     |     |     |     |     |     |     |     |     | DNF |     |     |     |     |     |     |     |     |     | 0      |

| Legende  | Legende            | Legende                                                          |
| Farbe    | Abkürzung          | Bedeutung                                                        |
| -------- | ------------------ | ---------------------------------------------------------------- |
| Gold     | –                  | Sieg                                                             |
| Silber   | –                  | 2. Platz                                                         |
| Bronze   | –                  | 3. Platz                                                         |
| Grün     | –                  | Platzierung in den Punkten                                       |
| Blau     | –                  | Klassifiziert außerhalb der Punkteränge                          |
| Violett  | DNF                | Rennen nicht beendet (did not finish)                            |
| Violett  | NC                 | nicht klassifiziert (not classified)                             |
| Rot      | DNQ                | nicht qualifiziert (did not qualify)                             |
| Rot      | DNPQ               | in Vorqualifikation gescheitert (did not pre-qualify)            |
| Schwarz  | DSQ                | disqualifiziert (disqualified)                                   |
| Weiß     | DNS                | nicht am Start (did not start)                                   |
| Weiß     | WD                 | zurückgezogen (withdrawn)                                        |
| Hellblau | PO                 | nur am Training teilgenommen (practiced only)                    |
| Hellblau | TD                 | Freitags-Testfahrer (test driver)                                |
| ohne     | DNP                | nicht am Training teilgenommen (did not practice)                |
| ohne     | INJ                | verletzt oder krank (injured)                                    |
| ohne     | EX                 | ausgeschlossen (excluded)                                        |
| ohne     | DNA                | nicht erschienen (did not arrive)                                |
| ohne     | C                  | Rennen abgesagt (cancelled)                                      |
| ohne     | keine WM-Teilnahme |                                                                  |
| sonstige | P/fett             | Pole-Position                                                    |
| sonstige | 1/2/3/4/5/6/7/8    | Punktplatzierung im Sprint-/Qualifikationsrennen                 |
| sonstige | SR/kursiv          | Schnellste Rennrunde                                             |
| sonstige | *                  | nicht im Ziel, aufgrund der zurückgelegten Distanz aber gewertet |
| sonstige | ()                 | Streichresultate                                                 |
| sonstige | unterstrichen      | Führender in der Gesamtwertung                                   |

### Konstrukteurswertung
| Pos. | Konstrukteur         | Nr.         |     |     |     |     |     |     |     |     |     |     |     |     |     |     |     |     |     |     |     |     | Punkte |
| 01   | Mercedes             | 44          | 2   | 1   | 2   | 4   | 1   | 7   | 1   | 5   | 4   | 1   | 4   | 1   | 1   | 1   | 2   | 1   | 1   | 9   | 4   | 2   | 668    |
| 01   | Mercedes             | 77          | 3   | 6   | 3   | 1   | DNF | 4   | 2   | 2   | 1   | 2   | 3   | 5   | 2   | 3   | 5   | 4   | 5   | 2   | 2   | 1   | 668    |
| 02   | Ferrari              | 5           | 1   | 2   | 1   | 2   | 2   | 1   | 4   | 4   | 2   | 7   | 1   | 2   | 3   | DNF | 4   | DNF | 2   | 4   | 1   | 3   | 522    |
| 02   | Ferrari              | 7           | 4   | 5   | 4   | 3   | DNF | 2   | 7   | 14* | 5   | 3   | 2   | 4   | 5   | DNF | DNS | 5   | 3   | 3   | 3   | 4   | 522    |
| 03   | Red Bull-TAG Heuer   | 3           | DNF | 4   | 5   | DNF | 3   | 3   | 3   | 1   | 3   | 5   | DNF | 3   | 4   | 2   | 3   | 3   | DNF | DNF | 6   | DNF | 368    |
| 03   | Red Bull-TAG Heuer   | 33          | 5   | 3   | DNF | 5   | DNF | 5   | DNF | DNF | DNF | 4   | 5   | DNF | 10  | DNF | 1   | 2   | 4   | 1   | 5   | 5   | 368    |
| 04   | Force India-Mercedes | 11          | 7   | 9   | 7   | 6   | 4   | 13  | 5   | DNF | 7   | 9   | 8   | 17* | 9   | 5   | 6   | 7   | 8   | 7   | 9   | 7   | 187    |
| 04   | Force India-Mercedes | 31          | 10  | 10  | 10  | 7   | 5   | 12  | 6   | 6   | 8   | 8   | 9   | 9   | 6   | 10  | 10  | 6   | 6   | 5   | DNF | 8   | 187    |
| 05   | Williams-Mercedes    | 19/40       | 6   | 14  | 6   | 9   | 13  | 9   | DNF | DNF | 9   | 10  | DNF | 8   | 8   | 11  | 9   | 10  | 9   | 11  | 7   | 10  | 83     |
| 05   | Williams-Mercedes    | 18          | DNF | DNF | DNF | 11  | 16  | 14* | 9   | 3   | 10  | 16  | 14  | 11  | 7   | 8   | 8   | DNF | 11  | 6   | 16  | 18  | 83     |
| 06   | Renault              | 27          | 11  | 12  | 9   | 8   | 6   | DNF | 8   | DNF | 13  | 6   | 17* | 6   | 13  | DNF | 16  | DNF | DNF | DNF | 10  | 6   | 57     |
| 06   | Renault              | 30/55       | DNF | 13  | 13  | DNF | 15  | 11  | 11  | DNF | 11  | DNS | 13  | 13  | DNF | 6   | 15  | 12  | 7   | DNF | 11  | DNF | 57     |
| 07   | Toro Rosso-Renault   | 26/10/39/28 | 9   | DNF | 12  | 12  | 9   | 15* | DNF | DNF | 16  | 15  | 12  | 12  | 12  | DNF | 14  | 13  | 13  | DNF | DNF | 15  | 53     |
| 07   | Toro Rosso-Renault   | 55/26/10    | 8   | 7   | DNF | 10  | 7   | 6   | DNF | 8   | DNF | DNF | 7   | 10  | 14  | 4   | DNF | DNF | 10  | 13  | 12  | 16  | 53     |
| 08   | Haas-Ferrari         | 8           | DNF | 11  | 8   | DNF | 10  | 8   | 10  | 13  | 6   | 13  | DNF | 7   | 15  | 9   | 13  | 9   | 14  | 15  | 15  | 11  | 47     |
| 08   | Haas-Ferrari         | 20          | DNF | 8   | DNF | 13  | 14  | 10  | 12  | 7   | DNF | 12  | 11  | 15  | 11  | DNF | 12  | 8   | 16  | 8   | DNF | 13  | 47     |
| 09   | McLaren-Honda        | 14/22       | DNF | DNF | 14* | DNS | 12  | DNF | 16* | 9   | DNF | DNF | 6   | DNF | 17* | DNF | 11  | 11  | DNF | 10  | 8   | 9   | 30     |
| 09   | McLaren-Honda        | 2           | 13  | DNF | DNS | 14  | DNF | DNF | 14  | 12  | 12  | 11  | 10  | 14  | DNF | 7   | 7   | 14  | 12  | 12  | DNF | 12  | 30     |
| 10   | Sauber-Ferrari       | 9           | DNF | 15  | DNF | 15  | 11  | DNF | 13  | 11  | 15  | 14  | 16  | 16  | 18* | DNF | 18  | DNF | 15  | DNF | 13  | 17  | 5      |
| 10   | Sauber-Ferrari       | 36/94       | 12  | DNF | 11  | 16  | 8   | DNF | 15  | 10  | 14  | 17  | 15  | DNF | 16  | 12  | 17  | 15  | DNF | 14  | 14  | 14  | 5      |

| Legende  | Legende            | Legende                                                          |
| Farbe    | Abkürzung          | Bedeutung                                                        |
| -------- | ------------------ | ---------------------------------------------------------------- |
| Gold     | –                  | Sieg                                                             |
| Silber   | –                  | 2. Platz                                                         |
| Bronze   | –                  | 3. Platz                                                         |
| Grün     | –                  | Platzierung in den Punkten                                       |
| Blau     | –                  | Klassifiziert außerhalb der Punkteränge                          |
| Violett  | DNF                | Rennen nicht beendet (did not finish)                            |
| Violett  | NC                 | nicht klassifiziert (not classified)                             |
| Rot      | DNQ                | nicht qualifiziert (did not qualify)                             |
| Rot      | DNPQ               | in Vorqualifikation gescheitert (did not pre-qualify)            |
| Schwarz  | DSQ                | disqualifiziert (disqualified)                                   |
| Weiß     | DNS                | nicht am Start (did not start)                                   |
| Weiß     | WD                 | zurückgezogen (withdrawn)                                        |
| Hellblau | PO                 | nur am Training teilgenommen (practiced only)                    |
| Hellblau | TD                 | Freitags-Testfahrer (test driver)                                |
| ohne     | DNP                | nicht am Training teilgenommen (did not practice)                |
| ohne     | INJ                | verletzt oder krank (injured)                                    |
| ohne     | EX                 | ausgeschlossen (excluded)                                        |
| ohne     | DNA                | nicht erschienen (did not arrive)                                |
| ohne     | C                  | Rennen abgesagt (cancelled)                                      |
| ohne     | keine WM-Teilnahme |                                                                  |
| sonstige | P/fett             | Pole-Position                                                    |
| sonstige | 1/2/3/4/5/6/7/8    | Punktplatzierung im Sprint-/Qualifikationsrennen                 |
| sonstige | SR/kursiv          | Schnellste Rennrunde                                             |
| sonstige | *                  | nicht im Ziel, aufgrund der zurückgelegten Distanz aber gewertet |
| sonstige | ()                 | Streichresultate                                                 |
| sonstige | unterstrichen      | Führender in der Gesamtwertung                                   |